# Diócesis de Kaya
La diócesis de Kaya (en latín: Dioecesis Kayana y en francés: Diocèse de Kaya) es una circunscripción eclesiástica de la Iglesia católica en Burkina Faso. Se trata de una diócesis latina, sufragánea de la arquidiócesis de Koupéla. Desde el 7 de diciembre de 2018 su obispo es Théophile Nare.

## Territorio y organización
La diócesis tiene 18 000 km² y extiende su jurisdicción sobre los fieles católicos de rito latino residentes en las provincias de Sanmatenga y Namentenga de la región Centro-Norte y la provincia de Passoré de la región Norte.
La sede de la diócesis se encuentra en la ciudad de Kaya, en donde se halla la Catedral de Nuestra Señora.
En 2021 en la diócesis existían 13 parroquias.

## Historia
La diócesis fue erigida el 26 de junio de 1969 con la bula Ad patrisfamilias del papa Pablo VI, obteniendo el territorio de la diócesis de Koupéla (hoy arquidiócesis de Koupéla) y de la arquidiócesis de Uagadugú.
El 12 de mayo de 2019 el párroco de Dablo, Siméon Yampa, y cinco fieles que asistían a misa fueron asesinados en un atentado terrorista. La iglesia fue incendiada.

## Estadísticas
Según el Anuario Pontificio 2022 la diócesis tenía a fines de 2021 un total de 141 810 fieles bautizados.
| Año                                                                             | Población            | Población | Población      | Sacerdotes | Sacerdotes    | Sacerdotes    | Bautizados por sacerdote | Diáconos permanentes | Religiosos | Religiosos | Parroquias |
| Año                                                                             | Bautizados católicos | Total     | % de católicos | Total      | Clero secular | Clero regular | Bautizados por sacerdote | Diáconos permanentes | Varones    | Mujeres    | Parroquias |
| ------------------------------------------------------------------------------- | -------------------- | --------- | -------------- | ---------- | ------------- | ------------- | ------------------------ | -------------------- | ---------- | ---------- | ---------- |
| 1970                                                                            | 5078                 | 410 000   | 1.2            | 11         | 1             | 10            | 461                      |                      | 11         | 8          |            |
| 1980                                                                            | 11 934               | 386 000   | 3.1            | 16         | 1             | 15            | 745                      |                      | 15         | 12         | 5          |
| 1990                                                                            | 25 075               | 527 375   | 4.8            | 19         | 4             | 15            | 1319                     |                      | 15         | 15         | 6          |
| 1999                                                                            | 48 130               | 776 811   | 6.2            | 26         | 16            | 10            | 1851                     |                      | 10         | 31         | 6          |
| 2000                                                                            | 52 235               | 790 000   | 6.6            | 29         | 19            | 10            | 1801                     |                      | 10         | 34         | 6          |
| 2001                                                                            | 56 543               | 836 020   | 6.8            | 34         | 24            | 10            | 1663                     |                      | 10         | 31         | 6          |
| 2002                                                                            | 58 026               | 842 387   | 6.9            | 27         | 22            | 5             | 2149                     |                      | 5          | 31         | 7          |
| 2003                                                                            | 59 171               | 860 573   | 6.9            | 29         | 23            | 6             | 2040                     |                      | 6          | 34         | 7          |
| 2004                                                                            | 59 866               | 870 680   | 6.9            | 32         | 25            | 7             | 1870                     |                      | 8          | 38         | 7          |
| 2006                                                                            | 71 722               | 907 000   | 7.9            | 30         | 23            | 7             | 2390                     |                      | 8          | 39         | 7          |
| 2013                                                                            | 111 223              | 1 143 000 | 9.7            | 41         | 36            | 5             | 2712                     |                      | 7          | 47         | 10         |
| 2016                                                                            | 100 635              | 1 162 000 | 8.7            | 47         | 42            | 5             | 2141                     |                      | 6          | 60         | 12         |
| 2019                                                                            | 133 551              | 1 142 063 | 11.7           | 53         | 50            | 3             | 2519                     |                      | 6          | 61         | 13         |
| 2021                                                                            | 141 810              | 1 212 700 | 11.7           | 58         | 55            | 3             | 2445                     |                      | 6          | 61         | 13         |
| Fuente: Catholic-Hierarchy, que a su vez toma los datos del Anuario Pontificio. |                      |           |                |            |               |               |                          |                      |            |            |            |

## Episcopologio
- Constantin Guirma † (26 de junio de 1969-9 de marzo de 1996 retirado)
- Jean-Baptiste Tiendrebeogo (Kiedrebeogo) † (30 de marzo de 1996-14 de mayo de 1998 falleció)
- Thomas Kaboré (19 de abril de 1999-7 de diciembre de 2018 retirado)
- Théophile Nare, desde el 7 de diciembre de 2018